# 캐럴 길리건

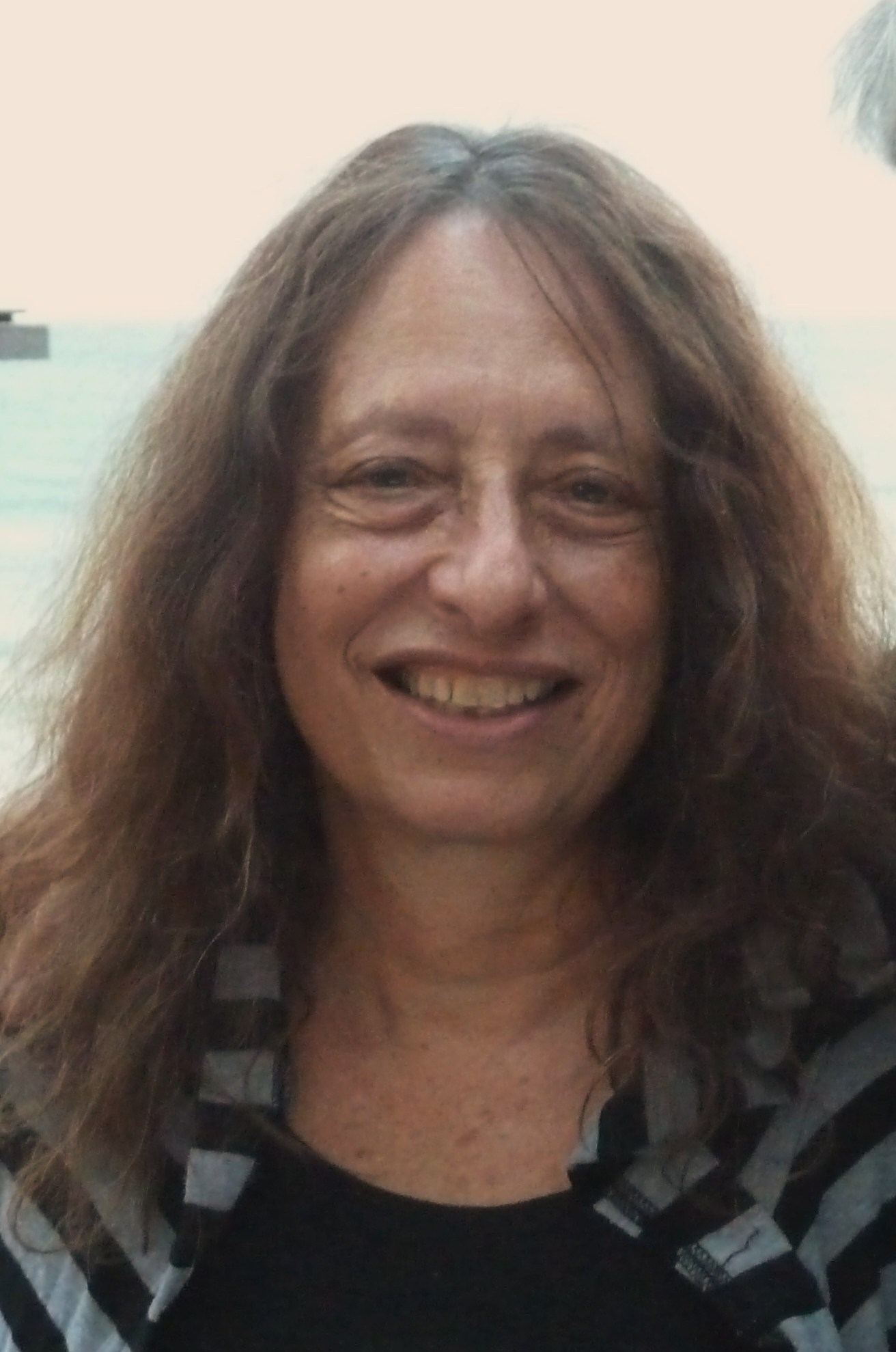

캐럴 길리건(Carol Gilligan, /ˈɡɪlɪɡən/; 1936년 11월 28일 ~ )은 미국의 페미니스트, 윤리학자, 심리학자로서 윤리적 공동체와 윤리적 관계에 대한 작업으로 가장 잘 알려져 있다.
길리건은 뉴욕 대학교의 인문학 및 응용 심리학 교수이며 2009년까지 캠브리지 대학의 젠더 연구 센터 및 지저스 칼리지의 객원 교수였다. 그녀는 콜버그의 도덕 발달 단계를 비판한 저서 "In a Different Voice"(1982)로 유명하다.
1996년 타임지는 그녀를 미국에서 가장 영향력 있는 25인 중 하나로 선정했다. 그녀는 돌봄 윤리의 창시자로 간주된다.